# Mădăras (Bihor)
Mădăras é uma comuna romena localizada no distrito de Bihor, na região histórica da Crișana (parte da Transilvânia). A comuna possui uma área de 94.32 km² e sua população era de 2829 habitantes segundo o censo de 2007.